# 鬃結蛇鰻
鬃結蛇鰻為輻鰭魚綱鰻鱺目糯鰻亞目蛇鰻科的其中一種，分布於中西大西洋墨西哥灣海域，棲息深度90-200公尺，體長可達76公分，棲息於沙泥底質海域，屬肉食性，生活習性不明。